# Anastatus charitos
Anastatus charitos is een vliesvleugelig insect uit de familie Eupelmidae. De wetenschappelijke naam is voor het eerst geldig gepubliceerd in 1982 door De Santis.